# Undervikt
Undervikt är en kroppsvikt som understiger den statistiskt sett hälsosamma. För en vuxen människa är BMI 18,5 gränsen för undervikt.
Undervikt kan bero på en kroppslig sjukdom som ökar ämnesomsättningen, till exempel giftstruma, eller bero på att personen intar för lite föda, vid sjukdom som exempelvis anorexia nervosa eller ofrivilligt som vid svält. Undervikt leder till försämrad hälsa, bland annat till följd av undernäring, ökad risk för brist på vitaminer och mineraler, och därtill hörande endokrina rubbningar.
För vuxna går gränsen för undervikt vid ett BMI som understiger 18,5. BMI som understiger 16 definieras som kraftig undervikt eller svält. Eftersom BMI inte tar hänsyn till mängden muskelmassa och kroppsfett, är BMI endast riktlinjer.
För äldre personer kan gränsen för undervikt ligga på ett högre BMI än 18,5. Gränsen går då snarare vid ett BMI under 22. Referensvärdena gäller heller inte barn. Medelålders personer (omkring 55 år)  med ett BMI under 20 har en ökad risk för att drabbas av demens.